# Президентские выборы в Перу (1915)
Президентские выборы в Перу проходили 2 апреля 1915 года. В результате победу одержал Хосе Пардо-и-Барреда, который получил 91% голосов. 

## Предвыборная кампания
Вернувшись в Перу, Хосе Пардо-и-Барреда был избран ректором Университета Сан-Маркос и занял эту должность 30 ноября 1914 года. Однако в 1915 году он стал кандидатом в президенты от съезда Гражданской, Либеральной и Конституционной партий, созванного генералом Оскаром Р. Бенавидесом, в то время фактическим правителем Перу после государственного переворота 1914 года. Столкнувшись с очень популярной кандидатурой Пардо, Демократическая партия выдвинула кандидатом Карлоса де Пьерола (брата каудильо Николаса де Пьерола). 

## Результаты
| Кандидат             | Партия                 | Голоса  | %     |
| -------------------- | ---------------------- | ------- | ----- |
| Хосе Пардо-и-Барреда | Гражданская партия     | 131 289 | 90,9% |
| Карлос ди Пьерола    | Демократическая партия | 13 151  | 9,1%  |
| Всего                | Всего                  | 144 440 | 100   |
| Источник: Tuesta     |                        |         |       |